# Kranscheid
Kranscheid ist eine Wüstung auf der Gemarkung der Ortsgemeinde Kesseling im Landkreis Ahrweiler (Rheinland-Pfalz).

## Geographische Lage
Der Ort lag auf einem Hochplateau auf einer Höhe von 420 m ü. NHN im heutigen Walddistrikt „Krascheider Auel“ westlich des Herschbachs zwischen den Orten Kesseling und Weidenbach. Die nahe gelegene „Schutzhütte Kranscheid“ erinnert ebenfalls an das frühere Dorf.

## Geschichte
Im Mittelalter gehörte Kranscheid zu Kesseling. Es ist nicht überliefert, wann der Ort wüst fiel.

## Die Siedlung
Die Siedlung bestand wahrscheinlich nur aus ein paar einzelnen Gehöften. Es ist davon auszugehen, dass es sich um keinen klassischen Ort handelte. Die Endung „‑scheid“ lässt vermuten, dass es sich um eine hochmittelalterliche Rodungssiedlung aus dem 9. bis 13. Jahrhundert handelt.
Außer ein paar rudimentären Grundmauern ist nichts mehr von der Wüstung übrig.

## Weitere Wüstungen in der Region
- Turchhausen
- Lankshausen
- Engelhäuser Hof
- Hengsberger Hof